# 立新站 (铜陵)
立新站是位于安徽省铜陵市立新煤矿的一个铁路车站，邮政编码244021。车站建于1971年，有宁铜铁路经过该站，现仅办理货运，不办理客运业务，车站及其上下行区间均未电气化。车站距离中华门站209公里，隶属中国铁路上海局集团有限公司，是四等站。

## 邻近车站
1. ↑  铁道部电子计算技术中心, 铁道部运输局. . 北京: 中国铁道出版社. 1998: 62. ISBN 9787113030995.